# Asterothyrium microthyrioides
Asterothyrium microthyrioides är en lavartsom beskrevs av Paul Christoph Hennings 1904. Asterothyrium microthyrioides ingår i släktet Asterothyrium och familjen Gomphillaceae.   Inga underarter finns listade i Species Fungorum.